# Johannes Doukas
Johannes Doukas (†ca.1088) was caesar aan het Byzantijnse hof. Hij was de jongere broer van keizer Constantijn X Doukas (1059-1067), de oom van keizer Michaël VII Doukas (1071-1078) en de grootvader van Irene Doukas.

## Levensloop
Toen zijn broer Constantijn in 1067 stierf, hertrouwde zijn weduwe Eudokia Makrembolitissa met Romanos IV Diogenes, die daarmee de titel van keizer verwierf. Johannes werd verplicht een stap terug te zetten en trok zich terug op zijn landerijen in Thracië en Bithynië.
Tijdens de Slag bij Manzikert in 1071 tegen de Seltsjoeken werd Romanos IV gevangengenomen, de kans voor Johannes om zijn positie te heroveren en regent te worden van zijn neef Michaël VII. Na de vrijlating van Romanos IV liet Johannes hem de ogen uitsteken, opdat hij zijn plaats niet meer zou kunnen innemen. Even later stierf Romanos aan zijn verwondingen.
In 1073 nam Michaël VII een andere raadsman in vertrouwen, de eunuch Nikephoritzes. De situatie in Anatolië was nog verre van geregeld. De Normandiër Roussel de Bailleul profiteerde van de situatie om een eigen rijk te stichten. Michaël VII stuurde Johannes met een leger naar Roussel om hem te verjagen. Johannes verloor de strijd en werd gevangengenomen. Roussel riep daarop Johannes uit tot de nieuwe keizer van Constantinopel.
Michaël VII voelde zich bedreigd en ging onderhandelen met Seltsjoek Suleiman ibn Qutulmish en beloofde hem een eigen rijk, het latere Sultanaat van Rûm. De Seltsjoeken versloegen de Normandiërs, Johannes zat nu in gevangenschap bij de Turken.
Zijn neef Michaël VII kocht hem vrij op voorwaarde dat hij zich zou terugtrekken in een klooster. Generaal Nikephoros III Botaneiates kreeg de schuld van het debacle en in 1078 pleegde hij een staatsgreep. Om zijn titel kracht bij te zetten huwde hij de vrouw van Michaël VII, Maria van Alanië. Maria deed er alles aan om haar zoon Constantijn Doukas Porphyrogennetos op de troon te krijgen. De machtigste vrouw in het Byzantijnse Rijk was Anna Dalassene, die slaagde er in haar zoon generaal Alexios I Komnenos te laten adopteren door Maria. Johannes op zijn beurt slaagde er in zijn kleindochter Irene Doukas uit te huwelijken aan Alexios I.
In 1081 werd Nikephoros III van de troon gestoten en werden Alexios I en Constantijn de nieuwe keizers. De rivalen Anna Dalassene en Johannes bleven hun invloed uitoefenen achter de schermen. Met de geboorte van Johannes II Komnenos in 1087 was de rol Johannes en Constantijn uitgespeeld.